# ヤン・ヒース

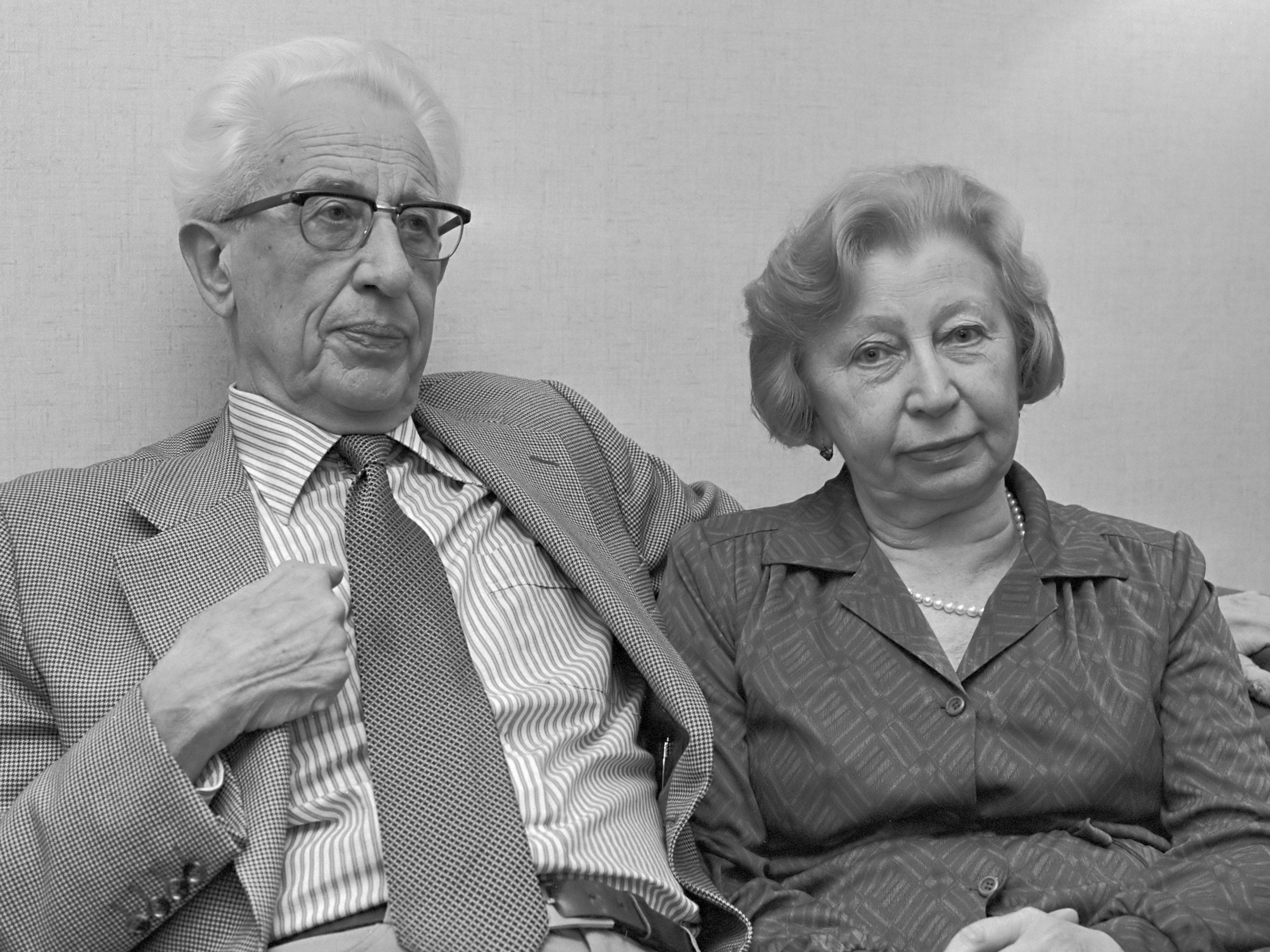
1980年、ヤン(左)とミープ(右)

ヤン・ヒース（Jan Gies, 1905年10月18日 - 1993年1月26日）は、第二次世界大戦中のナチス・ドイツによる占領に抗したオランダのレジスタンス活動家。『アンネの日記』の著者アンネ・フランクらの隠れ家での生活を支援していたミープ・ヒースの夫。『アンネの日記』上では「ヘンク・ファン・サンテン」という偽名になっている。

## 略歴
アムステルダム出身。アムステルダム市の社会福祉局に勤務し、オットー・フランクの会社に勤務するミープ・ザントロシェッツと同じ河地区で暮らしていた。1930年代にミープ・ザントロシェッツと恋仲になり、ミープとともにフランク一家と家族ぐるみの付き合いをした。
オランダがドイツ軍に占領された後の1940年10月22日に駐オランダ国家弁務官（総督）アルトゥール・ザイス＝インクヴァルト親衛隊中将が「企業登録に関する条例」を官報で公布した。これによりユダヤ系企業は登録せねばならなくなった。オットーはこれに従ってオペクタ商会とペクタコン商会を登録する一方、「アーリア化」されることを防ぐためにヤン・ヒースとヴィクトール・クーフレルを仮の所有者とする偽装会社「ラ・サンテーズ」を設立した。この企業はいざという時にペクタコン商会の営業を引き継げるようになっていた。また1941年にペクタコン商会は名目上ヤン・ヒースの会社となり「ヒース商会」と名前を代えた。
1941年7月16日にアムステルダム市役所にてミープと結婚。1942年6月にオットー・フランク一家が会社の中の隠れ家で隠れ家生活に入ると妻ミープとともにその生活を支援した。またヤン・ヒースは大戦中ナチス・ドイツのオランダ支配に抵抗するためのレジスタンス組織に参加していた。しかし彼はこの件については戦時中徹底的に秘匿していた。隠れ家支援メンバーの中ではヨハンネス・クレイマンにのみこの事を打ち明けている。また後になってようやく妻であるミープにも打ち明けている。隠れ家メンバーは最後までヤンがレジスタンスだと知ることはなかった。
1944年8月4日午前10時30分頃、隠れ家にSD下士官カール・ヨーゼフ・ジルバーバウアー率いる警官隊の捜査が入り、隠れ家メンバーが逮捕された。ヤンはいつも通りミープと一緒に昼食をとるために正午頃に隠れ家の会社を訪れていたが、ミープは何があったかをヤンに簡単に耳打ちするとともに金と弁当と配給切符を押し付けて「ヤンここは危ない」と言って離れるよう促した。ヤンは事態を飲み込み、その場から姿を消した。
午後5時頃に再び様子を見に駆け付けた。その場に残されていたミープやベップ・フォスキュイルとともにSDに滅茶苦茶にされた隠れ家の整理を行った。この時にミープが『アンネの日記』を発見している。
戦後、アムステルダム中央駅に勤務した。ここでオットー・フランクの存命を知った。さらに彼と再会する。ミープとヤンは、家も家族も失ったオットーをヒース家に招き、しばらく同居していた。1960年5月4日に隠れ家が「アンネ・フランクの家」として開館された際のオープニング・セレモニーにオットー・フランクやベップ・フォスキュイル、妻ミープとともに出席した。
1993年1月26日に妻ミープに先立ってアムステルダムで死去した。